# U-89
Unterseeboot 89 foi um submarino alemão do Tipo VIIC, pertencente a Kriegsmarine que atuou durante a Segunda Guerra Mundial.

## Comandantes
| Comandante               | Data                                        |
| ------------------------ | ------------------------------------------- |
| KrvKpt. Dietrich Lohmann | 19 de novembro de 1941 - 12 de maio de 1943 |

## Subordinação
Durante o seu tempo de serviço, esteve subordinado às seguintes flotilhas:
| Período                                      | Flotilha                                  |
| -------------------------------------------- | ----------------------------------------- |
| 19 de novembro de 1941 - 30 de abril de 1942 | 8. Unterseebootsflottille (treinamento)   |
| 1 de maio de 1942 - 12 de maio de 1943       | 9. Unterseebootsflottille (serviço ativo) |

## Operações conjuntas de ataque
O U-89 participou das seguinte operações de ataque combinado durante a sua carreira:
- Rudeltaktik Endrass (12 de junho de 1942 - 17 de junho de 1942)
- Rudeltaktik Tümmler (4 de outubro de 1942 - 7 de outubro de 1942)
- Rudeltaktik Panther (10 de outubro de 1942 - 20 de outubro de 1942)
- Rudeltaktik Veilchen (20 de outubro de 1942 - 5 de novembro de 1942)
- Rudeltaktik Pfeil (1 de fevereiro de 1943 - 9 de fevereiro de 1943)
- Rudeltaktik Neptun (20 de fevereiro de 1943 - 28 de fevereiro de 1943)
- Rudeltaktik Wildfang (28 de fevereiro de 1943 - 5 de março de 1943)
- Rudeltaktik Burggraf (5 de março de 1943 - 5 de março de 1943)
- Rudeltaktik Raubgraf (7 de março de 1943 - 15 de março de 1943)
- Rudeltaktik Drossel (29 de abril de 1943 - 12 de maio de 1943)